# 芳野昌之
芳野 昌之（よしの まさゆき、1930年8月26日 - 2014年12月3日）は、日本の作家・評論家。読売新聞東京本社編集局長。本名は藤村健次郎。

## 略歴
兵庫県生まれ。同志社大学文学部卒。1961年に垂水 堅二郎の筆名で執筆した「紙の墓碑」が江戸川乱歩賞の最終候補となる。

## 著書
- 『紙の墓標』（垂水堅二郎名義、浪速書房） 1962
- 『白犬の柩』（垂水堅二郎名義、東都書房） 1963
- 『紙の墓碑』（垂水堅二郎名義、浪速書房、ナニワ・ブックス） 1964
- 『アガサ・クリスティーの誘惑』（早川書房） 1990
- 『夢を盗む女』（早川書房） 1991
- 『マルコ・ポーロ殿の探偵』（出版芸術社） 1995